# Veijo Meri
Veijo Meri (ur. 31 grudnia 1928 w Wyborgu, zm. 21 czerwca 2015 w Helsinkach) – fiński pisarz, poeta i dramaturg.

## Życiorys
Ukończył szkołę średnią w mieście Hämeenlinna, gdzie studiował historię i zajął się pisarstwem. Wiele swoich powieści poświęcił przede wszystkim wojnie i żołnierzom, jednak w przeciwieństwie do swoich wielu fińskich poprzedników, nie traktował wojny jako czegoś związanego z bohaterstwem. Opisywani przez niego żołnierze funkcjonowali w niespójnym i niedorzecznym świecie. Pisał antymilitarystyczne, częściowo satyryczne i groteskowe powieści. W dziele Historia sznura z Manili (1957, wyd. pol. 1967) główny bohater dezerteruje, zabierając z sobą sznur, za który jest skłonny ryzykować własne życie, mimo że nie ma zastosowania dla tego sznura. Jego podróż do domu jest przeplatana absurdalnymi historiami z wojny. W powieści Vuoden 1918 taphatumat (Wydarzenia 1918) z 1960 opisuje wojnę domową w Finlandii jako ciąg bezładnych i chaotycznych akcji. Inne jego powieści to m.in. Korzenie na wietrze (1959, wyd. pol. 1968), Kobieta na zwierciadle narysowana (1963, wyd. pol. 1975) i Suku (Rodzina, 1968), w których przedstawia współczesne relacje psychologiczne. W 1971 opublikował autobiografię Kersantin poika (Syn sierżanta). Jest również autorem zbiorów nowel i dramatów.